# Phyllanthe de Chapin
Kupeornis chapini
Pour les articles homonymes, voir Chapin.
Espèce
Statut de conservation UICN

 NT  : Quasi menacé
Le Phyllanthe de Chapin (Turdoides chapini) est une espèce de passereau appartenant à la famille des Leiothrichidae.
Le nom de cette espèce commémore l'ornithologue américain James Paul Chapin (1889-1964).